# Cicileus cloudsleythompsoni
Espèce
Cicileus cloudsleythompsoni est une espèce de scorpions de la famille des Buthidae.

## Distribution
Cette espèce est endémique de la région d'Agadez au Niger. Elle se rencontre sur le plateau du Djado.

## Étymologie
Cette espèce est nommée en l'honneur de John Leonard Cloudsley-Thompson.

## Publication originale
- Lourenço, 1999 : « A new species of Cicileus Vachon, 1948 (Chelicerata, Scorpiones, Buthidae) from Niger. » Entomologische Mitteilungen aus dem Zoologischen Museum Hamburg, vol. 13, no 159, p. 29-36 (texte intégral).